# George L. Lilley

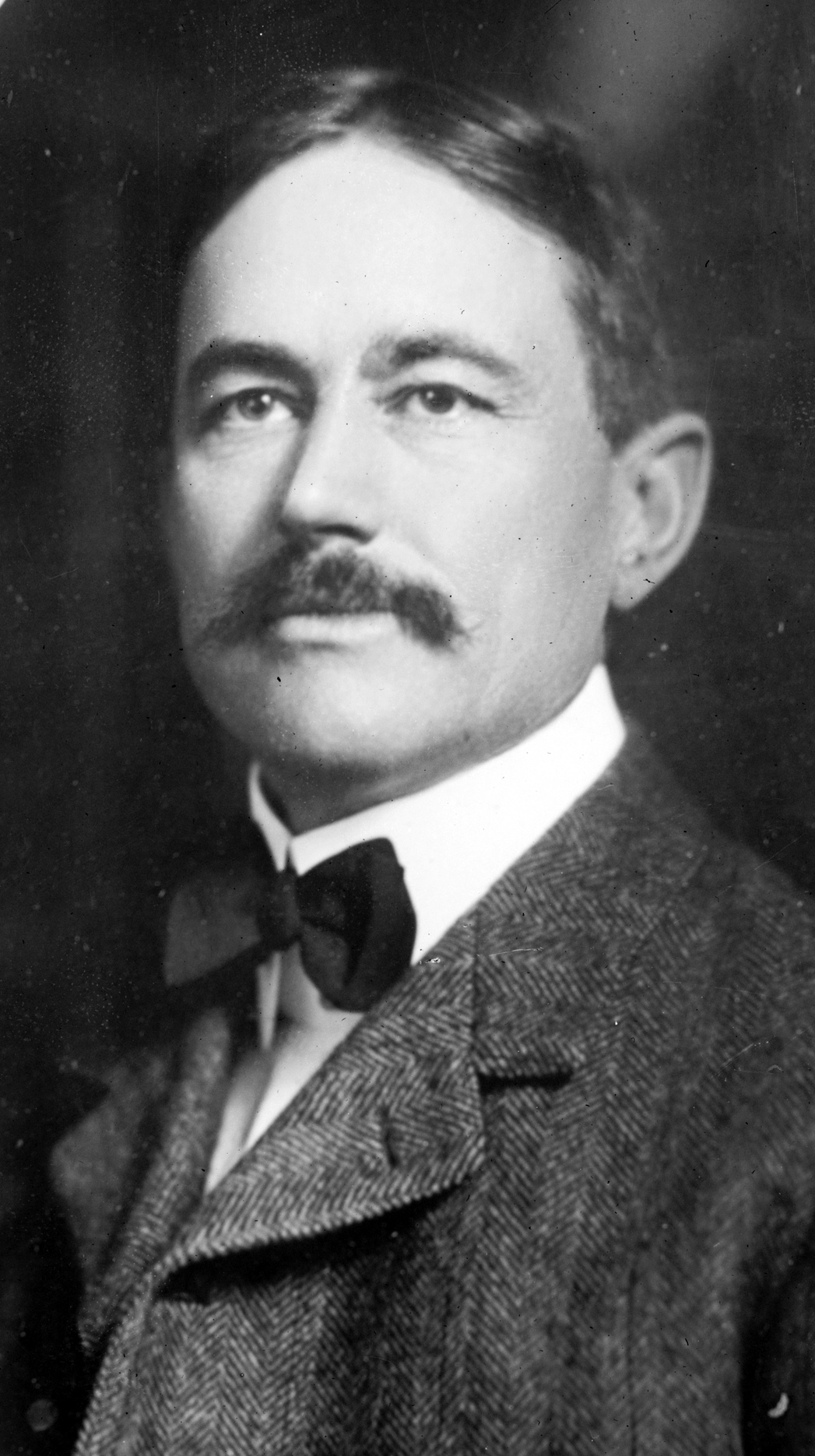
George L. Lilley

George Leavens Lilley (* 3. August 1859 in Oxford, Worcester County, Massachusetts; † 21. April 1909 in Waterbury, Connecticut) war ein US-amerikanischer Politiker und 1909 Gouverneur des Bundesstaates Connecticut. Er war Mitglied der Republikanischen Partei.

## Frühe Jahre und politischer Aufstieg
George Lilley besuchte die Worcester High School und das Worcester Technical Institute in Massachusetts. Anschließend zog er 1880 nach Waterbury in Connecticut. Dort wurde er ein erfolgreicher Geschäftsmann in der Großhandelsindustrie für Fleisch. Ferner war er an der Immobilienerschließung in Waterbury, Nangatuck und Torrington beteiligt. Später entschied sich Lilley, eine politische Laufbahn einzuschlagen. Er kandidierte 1901 für einen Sitz im Repräsentantenhaus von Connecticut, wo er nach erfolgreicher Wahl bis 1903 verblieb. Anschließend wurde er 1903 ins US-Repräsentantenhaus gewählt, dem er bis 1909 angehörte.

## Gouverneur von Connecticut
Lilley gewann 1908 die Gouverneursnominierung der Republikaner und wurde kurze Zeit später zum Gouverneur von Connecticut gewählt. Während seiner kurzen Amtszeit erhöhte er die Finanzmittel für das öffentliche Schulsystem. Ferner wurden die Mittelzuweisungen für eine im ganzen Staat umgehende Tuberkulose im Haushaltsplan vorgesehen. Lilleys Administration befürwortete auch herrschende Monopole und etablierte einen Beamtenausschuss, jedoch wurden beide Kernpunkte von der Legislative abgelehnt.
George L. Lilley starb kurz nach dem Beginn seiner Amtszeit am 21. April 1909 und wurde auf dem Riverside Cemetery in Waterbury beigesetzt.